# Sop
 Sop  falu Horvátországban Zágráb megyében. Közigazgatásilag Rugvicához tartozik.

## Fekvése
Zágráb központjától 12 km-re keletre, községközpontjától 8 km-re északnyugatra, a Száva bal partján, az A3-as és A4-es autópályák csomópontja mellett fekszik.

## Története
A falut 1287-ben említik először,  a középkorban a zágrábi káptalan birtoka volt. Nevét egykori birtokosáról kapta. Egyházilag egészen 1981-ig a šćitarjevoi plébániához tartozott, ma az ivanja rekai Keresztelő Szent János plébánia filiája.
1857-ben 199, 1910-ben 247 lakosa volt. Trianon előtt Zágráb vármegye Dugo Seloi járásához tartozott. Iskolája 1930-ban nyílt meg, ma már nem működik. 1955-től Dugo Selo község része volt. 1993-ban az újonnan alakított Rugvica községhez csatolták. A fővároshoz való közelsége miatt az 1980-as évektől lakosságának száma intenzíven emelkedik. A betelepülés különösen a honvédő háború idején volt nagyarányú. A falunak 2001-ben 446 lakosa volt. Önkéntes tűzoltóegylete működik.

## Lakosság
| Lakosság változása | Lakosság változása | Lakosság változása | Lakosság változása | Lakosság változása | Lakosság változása | Lakosság változása | Lakosság változása | Lakosság változása | Lakosság változása | Lakosság változása | Lakosság változása | Lakosság változása | Lakosság változása | Lakosság változása |
| ------------------ | ------------------ | ------------------ | ------------------ | ------------------ | ------------------ | ------------------ | ------------------ | ------------------ | ------------------ | ------------------ | ------------------ | ------------------ | ------------------ | ------------------ |
| 1857               | 1869               | 1880               | 1890               | 1900               | 1910               | 1921               | 1931               | 1948               | 1953               | 1961               | 1971               | 1981               | 1991               | 2001               |
| 199                | 207                | 189                | 210                | 240                | 247                | 250                | 247                | 254                | 262                | 261                | 241                | 274                | 352                | 446                |

## Nevezetességei
Boldog Alojzije Stepinac tiszteletére szentelt kápolnája 1994 és 1999 között épült. 1999. július 25-én szentelte fel Franjo Kuharić zágrábi érsek.

## Külső hivatkozások
- Rugvica község hivatalos oldala
- Az ivanja rekai plébánia honlapja